# Régis Dorn
Régis Dorn (Ingwiller, 22 dicembre 1979) è un ex calciatore francese, di ruolo attaccante.

## Carriera
Ha giocato tra la prima e la quarta divisione del campionato tedesco e tra la prima e la quarta divisione di quello francese. Vanta 75 presenze e 21 in Bundesliga, oltre a qualche incontro di Ligue 1. Inoltre, per un breve periodo, ha giocato in Cina.

## Palmarès

### Club

#### Competizioni nazionali
- 3. Liga: 1

Sandhausen: 2011-2012

### Individuale
- Capocannoniere della 3. Liga: 1

2009-2010 (22 reti)